# Modified mouthpart
Modified mouthpart är en artgrupp inom släktet Drosophila och undersläktet Hawaiian Drosophila. Artgruppen består av tolv artundergrupper och 15 arter utan placering i artundergrupp.

## Artundergrupper
- Drosophila ceratostoma (artundergrupp)
- Drosophila dissita (artundergrupp)
- Drosophila freycinetiae (artundergrupp)
- Drosophila fuscoamoeba (artundergrupp)
- Drosophila hirtitarsus (artundergrupp)
- Drosophila mimica (artundergrupp)
- Drosophila mitchelli (artundergrupp)
- Drosophila nanella (artundergrupp)
- Drosophila quadrisetae (artundergrupp)
- Drosophila scolostoma (artundergrupp)
- Drosophila semifuscata (artundergrupp)
- Drosophila setiger (artundergrupp)

## Övriga arter
- Drosophila acrostichalis (Hardy, 1965)
- Drosophila adventitia (Hardy, 1965)
- Drosophila apiki (Magnacca & O'Grady, 2009)
- Drosophila barbata (Magnacca & O'Grady, 2009)
- Drosophila gladius (Magnacca & O'Grady, 2009)
- Drosophila incongruens (Magnacca & O'Grady, 2009)
- Drosophila komohana (Magnacca & O'Grady, 2009)
- Drosophila lelolua (Magnacca & O'Grady, 2009)
- Drosophila omnivora (Magnacca & O'Grady, 2009)
- Drosophila tetraspilota (Hardy, 1965)
- Drosophila toxacantha (Magnacca & O'Grady, 2009)
- Drosophila umiumi (Magnacca & O'Grady, 2009)
- Drosophila wahihuna (Magnacca & O'Grady, 2009)
- Drosophila waikamoi (Magnacca & O'Grady, 2009)
- Drosophila wikstroemiae (Magnacca & O'Grady, 2009)